# Monguilhem
Monguilhem település Franciaországban, Gers megyében. Lakosainak száma 286 fő (2022. január 1.). Monguilhem Bourdalat, Montégut, Perquie, Castex-d’Armagnac és Toujouse községekkel határos.

## Népesség
A település népességének változása:
| Lakosok száma | 298  | 266  | 256  | 298  | 302  | 312  | 309  | 298  | 292  | 286  |
|               | 1968 | 1982 | 1990 | 2006 | 2013 | 2015 | 2017 | 2019 | 2020 | 2022 |